# Dacalana vidura
Dacalana vidura är en fjärilsart som beskrevs av Thomas Horsfield 1857. Dacalana vidura ingår i släktet Dacalana och familjen juvelvingar. Inga underarter finns listade i Catalogue of Life.

## Bildgalleri

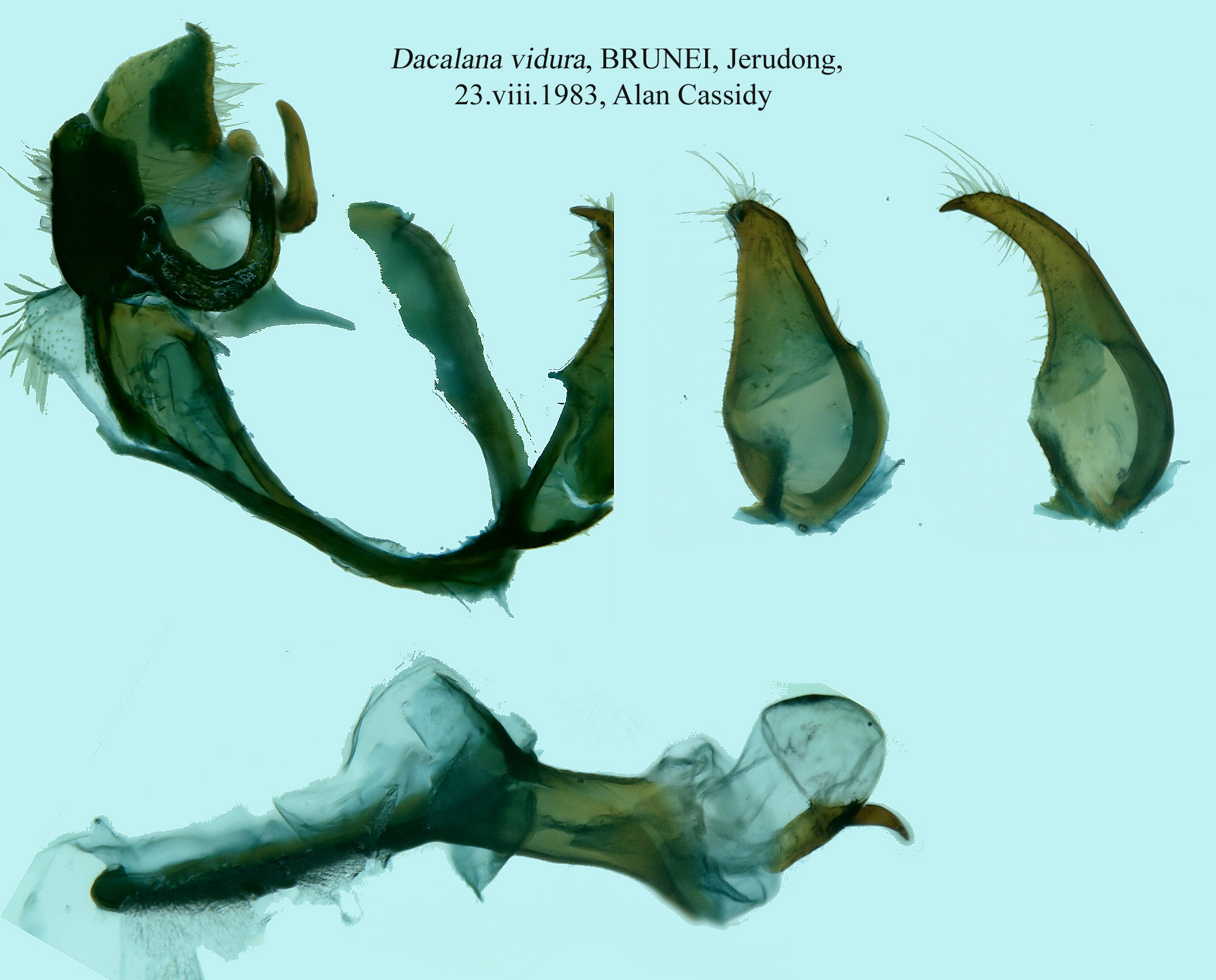
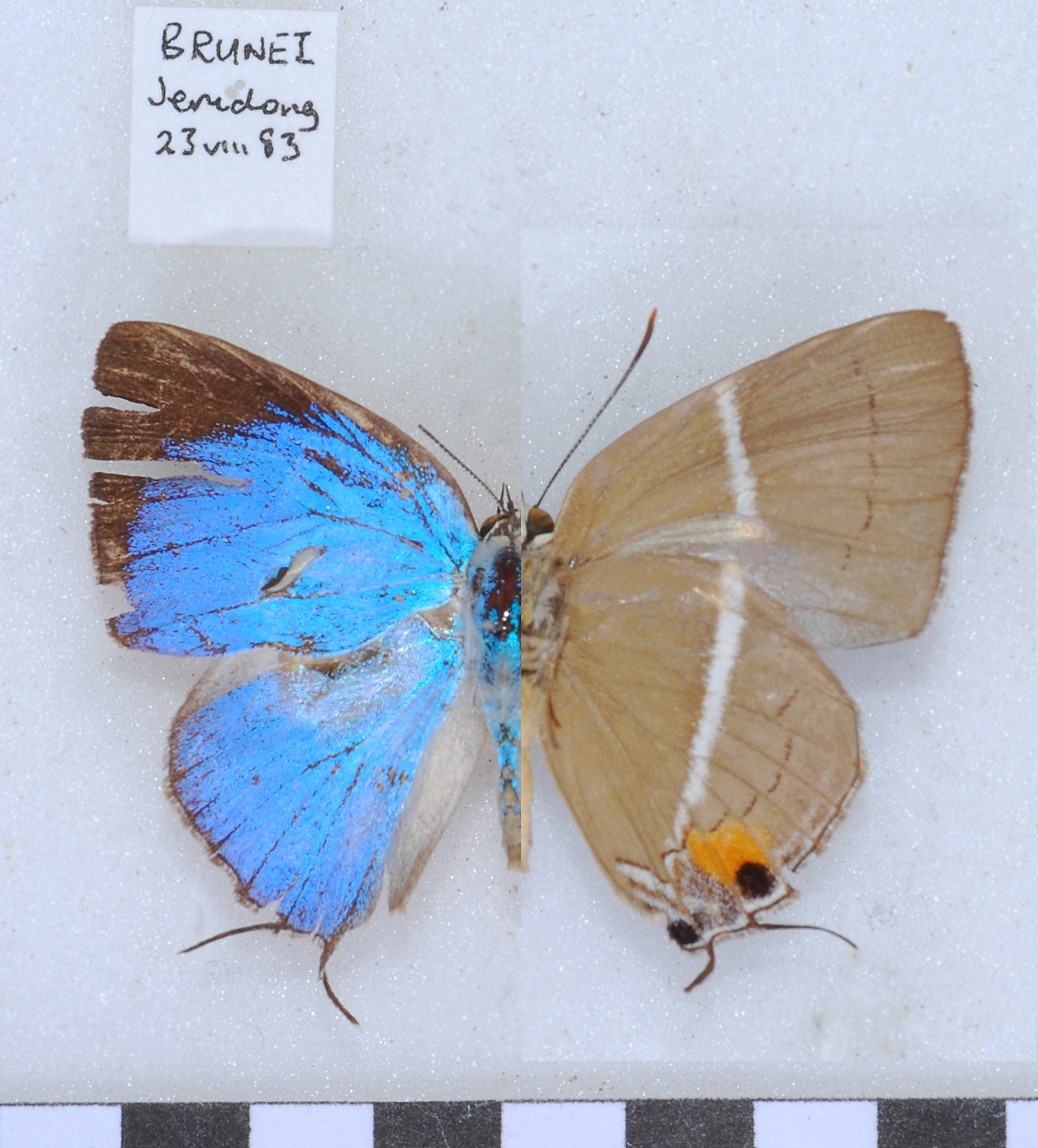